# لويس أوقستي أوليفييه
لويس أوقستي أوليفييه (بالإنجليزية: Louis Auguste Olivier)‏ هو قاضي وسياسي كندي، ولد في 1 نوفمبر 1816 في بيرتيفيل في كندا، وتوفي في 18 سبتمبر 1881 في جولييت في كندا. حزبياً، نشط في الحزب الليبرالي الكندي. وقد انتخب عضو مجلس الشيوخ الكندي.